# Vorderpfälzische Dialektgruppe
Vorderpfälzisch gehört zu den pfälzischen Dialekten und ist eine Dialektgruppe des Rheinfränkischen innerhalb des Westmitteldeutschen. Es wird in Teilen von Rheinland-Pfalz und Baden-Württemberg sowie im äußersten Nordosten Frankreichs gesprochen. Rudolf Post fasst das Vorderpfälzische und das Kurpfälzische unter dem Namen Ostpfälzisch zusammen. Gemeinsam mit dem Westpfälzischen bildet es die pfälzische Dialektgruppe.

## Sprachgeographie

### Varianten
Das Linguasphere Register führt unter dem Vorderpfälzischen (52-ACB-df) fünf Dialekte auf:
1. 52-ACB-dfa: Elsässisch-Pfälzisch (Weißenburg (Wissembourg)/nördliches Unterelsass)
2. 52-ACB-dfb: Haardtgebirgisch (Haardt/Deutsche Weinstraße)
3. 52-ACB-dfc: Speyerisch-Landauisch (Speyer/Landau/Südpfalz)
4. 52-ACB-dfd: Ludwigshafenerisch (Ludwigshafen am Rhein/Vorderpfalz)
5. 52-ACB-dfe: Wormserisch (Worms/südliches Rheinhessen)

Diese Einteilung wird unter Linguisten nicht allgemein anerkannt. Als Gründe dagegen werden u. a. angeführt:
1. Das Speyerische hat mit dem Landauischen wenig gemeinsam, jedoch relativ viel mit dem Ludwigshafenerischen.
2. Das Landauische gehört eindeutig zum Südpfälzischen, das im Linguasphere Register gar nicht vorkommt.
3. An der südlichen Haardt wird das Südpfälzische gesprochen.
4. Das Ludwigshafenerische unterscheidet sich deutlich von den Idiomen der angrenzenden Nordostpfalz.
5. Das Kurpfälzische wird – im Unterschied zum Linguasphere Register – häufig als zusätzliche Untergruppe des Vorderpfälzischen betrachtet.[3]

### Sprachraum
Die in der Rheinebene gelegene Vorderpfalz ist zusammen mit der südlich angrenzenden Südpfalz auch der Hauptsprachraum des Vorderpfälzischen; allerdings sind die Sprachgrenzen fließend, sie überlappen sich teilweise und lassen sich nicht immer eindeutig definieren.
Der östlich des Donnersbergs gelegene kleinere Teil des Nordpfälzer Berglands ist noch zum vorderpfälzischen Sprachraum zu zählen, während die Mitte und der Westteil eindeutig zum westpfälzischen Sprachbereich gehören. Im Nordosten endet das Vorderpfälzische im südlichen Rheinhessen. Im Osten bildet nach der einen Lehrmeinung der Oberrhein die Grenze. Nicht wenige Sprachforscher sehen es jedoch anders: Im Raum Mannheim/Heidelberg, der heutigen Region Kurpfalz, die nur den Ostteil der historischen Kurpfalz darstellt, wird Kurpfälzisch gesprochen, und die Sprachforscher stellen dieses Idiom nicht neben das Vorderpfälzische, sondern zählen es als Untergruppe dazu.
Im Süden greift das Vorderpfälzische mit seiner in der Südpfalz gesprochenen Variante geringfügig über die französische Grenze ins nördliche Unterelsass hinein. Nach Westen geht das Vorderpfälzische im Pfälzerwald allmählich ins Westpfälzische über, wobei im Südwesten die südpfälzische Variante noch fast das gesamte Dahner Felsenland einnimmt.

## Auswanderer
Vor allem im 18. Jahrhundert brachten Auswanderer, die in der Mehrzahl aus der historischen Kurpfalz kamen, ihre Sprache nach Pennsylvania und in weitere nordamerikanische Gebiete. Die als Pennsylvania Dutch bezeichneten Nachfahren sprechen noch heute das intern „Deitsch“ oder „Mudderschbrooch“ genannte Pennsylvania Dutch oder Pennsylvania German, das – besonders in der gesprochenen Form – dem rezenten Pfälzischen, speziell dem Vorderpfälzischen recht ähnlich ist.